# Concours d’élégance en automobile de Dinard
Le premier Concours d'élégance en automobile de Dinard a lieu le 4 septembre 1921.

## Historique
Le concours a lieu le 4 septembre 1921,.

## Description
Plus de 100 véhicules sont engagés au rallye et 30 voitures participent au concours d’élégance. Des personnalités du monde des arts, de l’industrie et de la mode s’y côtoient, dont André Citroën, fondateur de l'entreprise Citroën, qui est un habitué de la station.
Le concours est remporté par Pierre Durand-Ruel, descendant du marchand d’art Paul Durand-Ruel et soutien des impressionnistes, sur une Voisin carrossée Gillote.
Le jury est présidé dès cette première édition par André de Fouquières, homme de lettres, chroniqueur et auteur de pièces de théâtre. Il en édicte les règles dans l’édition de l’Ouest-Éclair du 7 juillet 1924.
Les véhicules présentés seront jugés sur les critères suivants :
1. Élégance de la ligne
2. Confort
3. Ingéniosité des aménagements établis par le carrossier (pare-brise, capote, siège, capitonnage etc)
4. Disposition et originalité des accessoires (plafonniers, porte-bouquets, cantines etc)
5. Harmonie et élégance de l’ensemble dans le mouvement
6. Rapidité et simplicité de la manœuvre de transformation (pour les voitures transformables)

Chacune de ces qualités sera cotée d’après les coefficients suivants : 
- Élégance de la ligne : 20
- Confort : 15
- Ingéniosité des aménagements : 10
- Disposition et originalité des accessoires : 5
- Harmonie et élégance de l’ensemble en mouvement : 20

De plus, pour les transformables, rapidité et simplicité de la manœuvre de transformation : diminution d’un point par minute sur la provision de 20 points attribuée à chaque concurrent ».
Dix éditions se succèdent entre 1921 et 1939 et attirent toujours plus de personnalités qui défilent sur la digue devant le Casino, sous le regard de jurys prestigieux, dont font souvent partie des membres de l’aristocratie comme le Grand Duc Cyrille Vladimirovitch Romanov et des artistes comme le peintre Foujita.
Les marques automobiles les plus prestigieuses de l’époque, Bugatti, Delage, Hispano-Suiza se sont disputé les différents trophées, Delage remportant cinq fois le concours sur cette période.
D’autres éditions auront lieu après la guerre et jusque dans les années 1970.
En 2018, la Ville de Dinard a souhaité faire revivre cet événement qui fait partie de son histoire et de sa culture.
Le concours Dinard Élégance a eu lieu les 2 et 3 juin 2018.
120 voitures ont participé au rallye dans la Communauté de Communes et 30 véhicules ont défilé devant le Manoir de Port-Breton.
Dinard Élégance est un événement affilié à la Fédération française des véhicules d'époque.
Quatre prix ont été décernés par catégorie :
- Classe 1 : origine à 1930
- Classe 2 : de 1931 à 1945
- Classe 3 : de 1946 à 1955
- Classe 4 : de 1956 à 1965
- Un prix du public
- Un prix FIVA (Fédération Internationale des Véhicules Anciens)
- Un grand prix d’honneur

L’événement est organisé tous les deux ans.